# گودعاقل
گودعاقل یک روستا در ایران است که در دهستان قصبه غربی واقع شده‌است.